# Honoré Gervais
Pour les articles homonymes, voir Gervais.
Honoré Hippolyte Achille Gervais (13 août 1864-8 août 1915) est un écrivain, avocat et homme politique fédéral du Québec.

## Biographie
Né à Richelieu dans le Canada-Est (aujourd'hui en située Montérégie), Honoré Gervais devint député du Parti libéral du Canada à la Chambre des communes du Canada dans la circonscription de Saint-Jacques lors d'une élection partielle de 1904, déclenchée par la démission du député sortant Joseph Brunet. Élu en 1904 et réélu en 1908, il ne se représenta pas en 1911. Il devint bâtonnier du Québec de 1908 à 1909.
Après son décès en 1915, il a été enterré au Cimetière Notre-Dame-des-Neiges, à Montréal.